# Pornografia gonzo

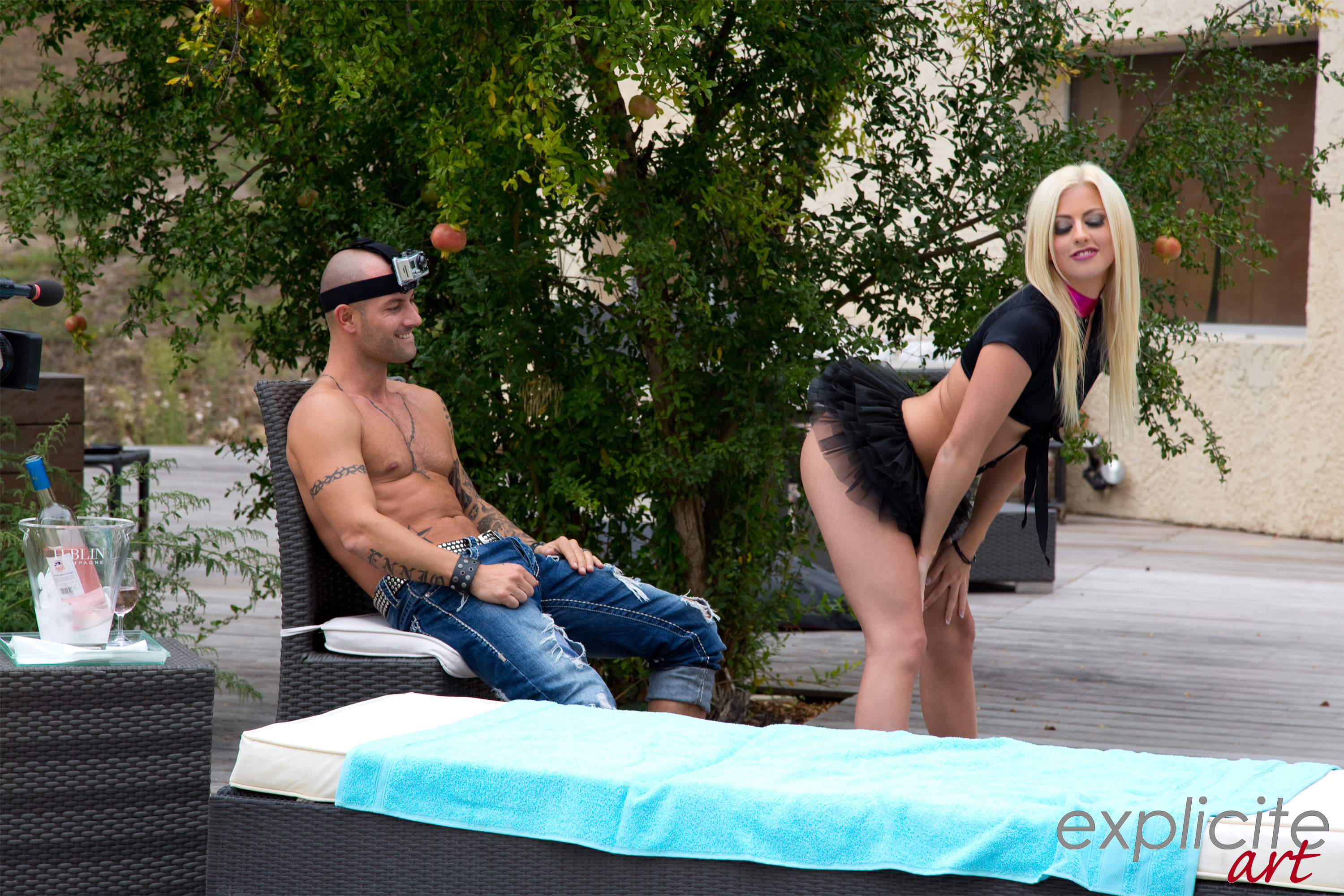
L'actor Mike Angelo i l'actriu Jessie Volt al rodatge de Gonzo, mode d'emploi, de John B. Root (2013). L'actor porta, lligada al cap, una càmera que li permetrà obtenir plans en càmera subjectiva.

La pornografia gonzo, anomenada hamedori al Japó (en japonès, ハメ撮り) i de vegades també all sex als Estats Units, és una categoria especial de pel·lícules pornogràfiques amb escàs o nul guió i amb els actors filmant les pròpies escenes, que va aparèixer als Estats Units a la dècada del 1990. A la dècada dels 2020 es considera la variant de pornografia majoritària als canals de distribució.

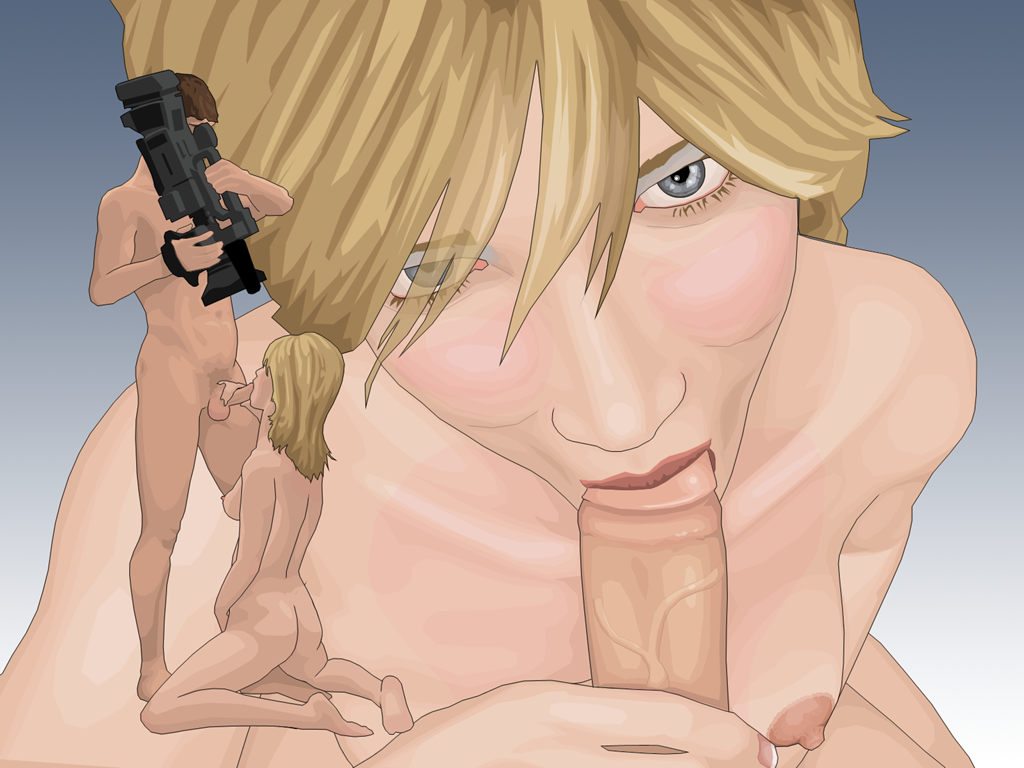
Pornografia POV o gonzo. Un dels intèrprets (esquerra) filma l'acte sexual, que resulta en un pla subjectiu (fons).

## Definició
El terme pornografia gonzo el va usar per primer cop l'editor de la revista "Adult Video News" Paul Fishbein als Estats Units l'any 1989, fent un paral·lelisme amb el periodisme gonzo, per designar la producció del director i antic actor pornogràfic John Stagliano. Les principals característiques del gènere són l'absència d'escenari, de decorats, de diàlegs, i l'ús de la càmera de mà amb un intens ús de primers plans i un petit pressupost. Molt sovint, els actors s'adrecen als espectadors a través de la càmera.

### La càmera subjectiva
Una forma extrema n'és l'ús de la càmera subjectiva, que implica veure l'acció a través dels ulls d'un dels actors, que filma l'escena. També s'anomena POV (de l'anglès point of view).
Relacionat amb el porno “amateur” per aquest afany d'immersió (molts primers plans, moviments de càmera “a la mà”), aquest tipus de pel·lícules ha vist sorgir una forta demanda als Estats Units des de mitjans de la dècada de 1990, fins al punt que el gènere finalment es va convertir en la forma dominant de porno.
De fet, a causa de l'augment obtingut amb aquest mètode així com del pes d'una càmera professional, la pel·lícula no està exempta de salts i imperfeccions diverses que limiten l'ús d'aquest tipus de plans i que són tantes marques que se suposa que són un garantia d'autenticitat o naturalitat per a l'espectador.
També conegut com All Sex, el gonzo ofereix una producció centrada en el sexe en detriment dels escenaris, escenografies i diàlegs de les produccions clàssiques.
L'èxit d'aquest tipus de producció es deu, doncs, en gran part a aquesta sensació de proximitat psicològica i de participació en situacions.
Alguns directors (Otto Bauer/Audrey Hollander per mach2 per exemple) inverteixen tanmateix en la decoració, les llums, per proposar un gonzo sofisticat, però sempre extrem. En una entrevista de 2013 per a cinefilic.com, John B. Root, el director pornogràfic francès explica: 
| « | Hi ha un gonzo molt bo, i un gonzo que no es pot veure! […] Després, sovint, els mals directors prenen com a excusa l'economia de mitjans per fer vídeos dolents. Però que no tinguis un guió no vol dir que hagis de ser un mal cineasta. És emocionant tenir la càmera a la mà i mantenir el ritme, per mantenir la diversió. Hauria de ser emocionant, però no sempre ho és! | » |

Especifica en la mateixa entrevista que el gonzo, originàriament un gènere minoritari, avui representa el 99,9% de la pornografia. Les empreses Bang Bros, Reality Kings i Brazzers són un clar exemple d'aquest estil.

### Pornografia gonzo al Japó
Al Japó, la pornografia gonzo s'anomena hamedori (ハ メ 撮 り). Hamedori és un gènere de la pornografia japonesa en què un actor o director masculí de vídeo per adults (AV) actua com a operador de càmera. Els vídeos de tipus Hamedori es van produir des dels inicis de l'AV japonès a principis dels anys vuitanta. El terme "hamedori" va començar a utilitzar-se entre 1988 i 1989, però només va ser una petita veta de mercat fins que va ser popularitzat a V&R Planning pel director Company Matsuo.
Matsuo va començar a treballar en el gènere l'any 1991, dient que aquesta tècnica íntima era una manera natural per a ell de rodar per mostrar els seus sentiments per la dona i "aconseguir que s'obri sobre ella mateixa, per mostrar les seves emocions reals". Matsuo utilitzava actrius amateurs als seus vídeos, i normalment viatjava a les seves ciutats natals per al rodatge. Parlava amb elles àmpliament davant la càmera perquè tant ell com l'espectador els puguin conèixer abans de qualsevol escena de sexe. Una gran part de la popularitat d'aquests vídeos és veure com de regulars i normals són les dones a la vida real. Com a aficionades en un únic segment d'un vídeo de diverses parts, les actrius normalment rebien uns 50.000 JP¥ (uns 500 d'dòlars).

## Objectiu de màrqueting
Les pel·lícules de gonzo estan dirigides a un públic gairebé exclusivament masculí.

## Aspectes econòmics

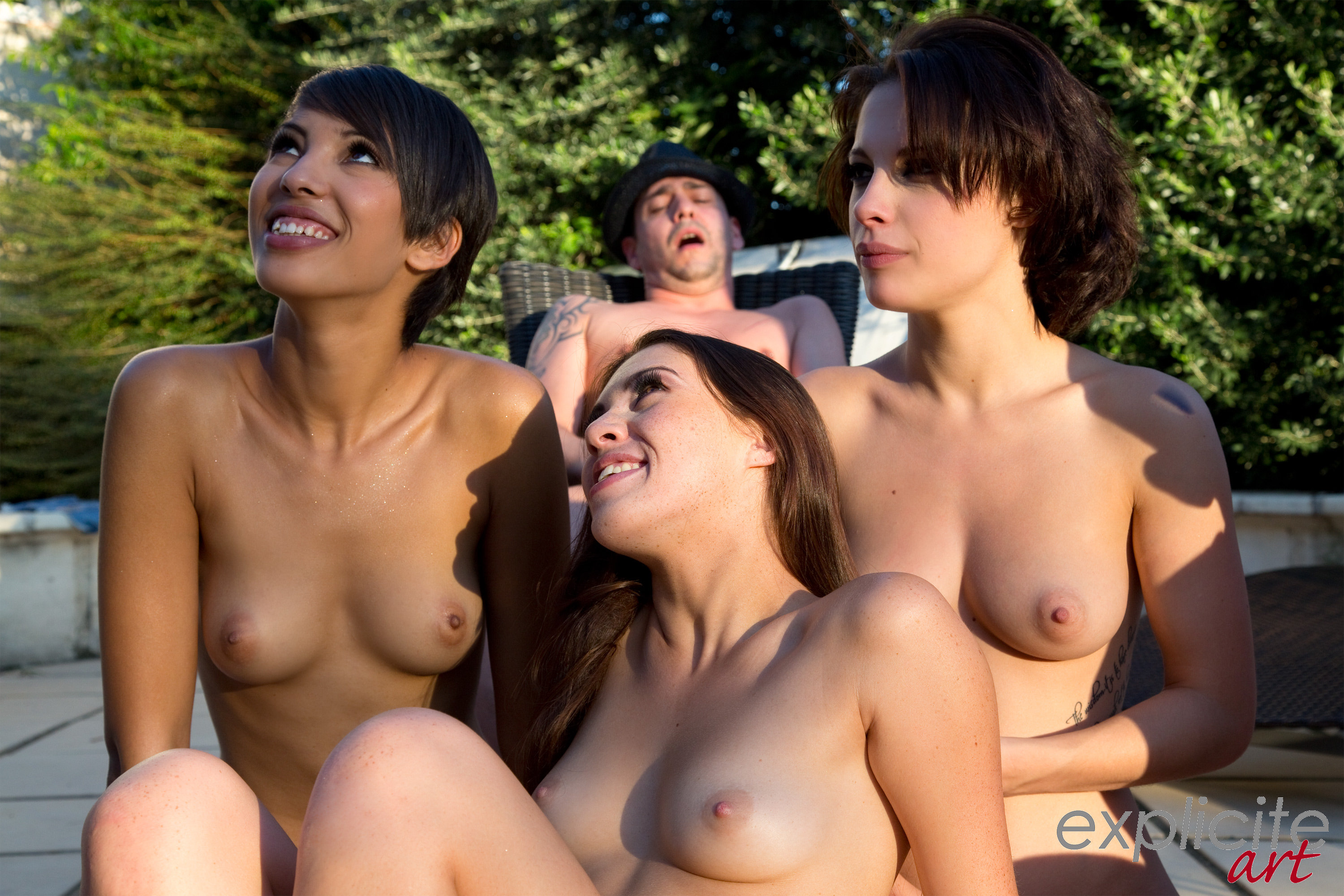
Estrelles del porno Jasmine Arabia, Tiffany Doll, Nikita Bellucci i, al fons, l'actor i director Titof, al plató de la pel·lícula Gonzo mode d'emploi.

Majoritàriament dominant als Estats Units a l'inici del segle XXI, el gonzo s'estava esgotant després de deu anys de progrés continu a causa de la proliferació d'estudis i produccions. Els rodatges són realment ràpids i econòmics (el pressupost mitjà de producció varia entre 17.000 i 30.000 USD.
Els principals estudis estatunidencs es dediquen ara al gonzo o ofereixen línies de gonzo a més de les seves produccions habituals. Tot i que els llocs de pornografia gratuïts més populars inclouen principalment vídeos d'estil gonzo (ja sigui tot el vídeo o perquè el vídeo mostrat és un clip d'una pel·lícula completa), el terme encara s'utilitza com a categoria de recerca.
| « | Els menús fan referència […] a les característiques exposades dels personatges […] a les seves relacions i activitats sexuals […] o, més rarament, als processos tecnològics i gèneres del lloc ("càmera web", "manga", "gonzo"). | » |